# Новолукомль
Новолуко́мль (біл. Навалукомль) — місто в Вітебській області Білорусі, у Чашницькому району.
Населення міста становить 13,072 тис. осіб (2017).

## Економіка
В місті працює Лукомська ДРЕС, завод керамзитового гравію та декілька підприємств, що обслуговують ДРЕС («Етон», «Лукомльенергомонтаж», «Еласт»). Має 2 середні школи, санаторій «Сосновий бір», готель «Лукомль». Автобусна станція з'єднує місто з Вітебськом та Мінськом. Місто має 2 футбольних клуби — «Енергетик» та «Еласт-ВГУ».

## Історія
Місто виникло 1964 року як селище при будівництві ДРЕС. Спочатку воно називалось Піонерний. 31 грудня 1965 року отримало статус смт, а 31 липня 1970 року — місто Новолукомль.

## Видатні місця
- Дерев'яний храм Воскресіння Христового (1999)

## Відомі особи
- Булинка Олександр Георгійович — сценарист (серіал «Солдати», команди КВК)
- Міжуй Денис — білоруський художник